# Джабала ибн аль-Айхам
Джабала ибн аль-Айхам (ум. в 642/643 году) — последний царь арабского государства Гассанидов в 631/632—642/643 годах, вероятно, сын арабского филарха аль-Айхама ибн ан-Нумана.

## Происхождение
Сохранившиеся исторические источники не позволяют установить точное происхождение Джабалы ибн аль-Айхам, поскольку разные авторы по-разному называют имя его деда. Согласно арабскому историку аль-Якуби, отцом Джабалы был аль-Айхам ибн ан-Нуман (таким образом, деда Джабалы звали ан-Нуман), а согласно другому арабскому историку, Ибн Абд Раббихи, дед Джабалы носил имя Абу-Шимр. Современные исследователи, однако, признают несомненным принадлежность Джабалы к роду Гафнидов, к которому принадлежала царская династия Гассанидов.

## Правление
После ликвидации византийским императором Маврикием единого государства Гассанидов в 582 году отдельные представители династии утвердились в части оазисов и нескольких крепостях бывшего царства и пользовались некоторой автономией. Согласно Иоанну Эфесскому, царство христианских арабов было разделено между пятнадцатью шейхами, некоторые из которых перешли на сторону Сасанидов. История этих политических образований в период с 582 по 629 годы мало освещена источниками, при этом в историографии преобладает мнение, что последние осколки государства Гассанидов были уничтожены персами в ходе вторжения в Палестину в 614 году. Тем не менее, позднейшие арабские источники упоминают нескольких представителей династии Гассанидов времён начала арабских завоеваний, причем последний из них — Джабала ибн аль-Айхам — именуется царём всех византийских («ромейских») арабов, что должно свидетельствовать о том, что после окончания последней персидско-византийской войны император Ираклий I решил восстановить царство Гассанидов.
Арабские источники сохранили сведения о посольствах, которые основатель ислама Мухаммед отправлял к правителям соседних государств, включая Гассанидов. Эти посольства к Гассанидам могли иметь место или в конце 628 года, когда завершилась последняя ирано-византийская война, или в первой половине 629 года, когда произошло первое сражение мусульман с византийцами при Муте в сентябре 629 года. Арабский историк Ибн Сад аль-Багдади сообщает, что в 7 году Хиджры (628—629 гг.) было отправлено посольство к Джабале ибн аль-Айхаму, который якобы благожелательно принял посольство Мухаммеда и даже решил принять ислам. Современные исследователи (например, советский востоковед Кривов М. В.) подвергают сомнению правдивость этого сообщения Ибн-Сада, тем более, что во время начавшегося затем арабского завоевания Сирии и Палестины Джабала выступил на стороне Византии. Другой арабский историк, аль-Якуби, считал, что посол Мухаммеда Аммар ибн Ясир был послан не к Джабале ибн аль-Айхаму, а к его вероятному отцу аль-Айхаму ибн ан-Нуману. Вероятно, Ибн-Сад или автора источника, которым он пользовался, просто перепутал более известного Джабалу с его малоизвестным отцом, аль-Якуби же основывался на более достоверной информации. Во всех известиях арабских авторов о посольствах Мухаммеда к Гассанидам фигурирует имя аль-Хариса ибн Абу-Шимра. В частности, Ан-Навави сообщает, что он был царём в области аль-Балка к востоку от Мертвого моря, а аль-Белазури называет Джабалу ибн аль-Айхама его преемником. Если учесть, что одновременно с аль-Харисом существовали и другие гассанидские правители, такие, как аль-Айхам, Шурахбиль ибн Амр и неизвестный «царь Бусры», можно сделать вывод, что власть аль-Хариса не распространялась на всю территорию царства Гассанидов. Вероятно, он был всего лишь наиболее значительным из всех автономных гассанидских правителей, а аль-Белазури, называя Джабалу преемником аль-Хариса, хотел сказать, что вместе со всей территорией Гассанидского царства тот унаследовал и владения аль-Хариса.
Первое в истории сражение мусульман с византийцами при Муте в сентябре 629 года закончилось победой Византии, после чего византийское правительство решило, что военная угроза со стороны Аравии устранена и прекратило выплаты своим арабским федератам, в том числе, Гассанидам. Это решение стало серьёзной стратегической ошибкой, поскольку арабские вожди пограничных областей стали массово переходить к мусульманам и уже к осени 630 года пограничные с Аравией пункты Табук, Макна, Айла, Джерба и Азрух находились под контролем Мухаммеда. Согласно арабским историкам Ибн аль-Асиру и ад-Диарбакри даже византийский наместник области аль-Балка Фарва ибн Амр, араб иа племени Джузам, в 10 году Хиджры (19 апреля 631 — 8 апреля 632) добровольно принял ислам. Узнав об этом, византийцы арестовали Фарву ибн Амра и после бесплодных попыток заставить его вернуться в христианство распяли. Не помогло даже обещание византийских властей в награду за отступничество от ислама сделать Фарву царем всех византийских арабов. Этот факт свидетельствует о том, что византийцы в своём стремлении удержать подвластных им арабов от перехода под власть Мухаммеда пошли на уступки арабской знати и решили восстановить вассальное арабское царство. Вероятно, именно после того как им не удалось переубедить Фарву ибн Амра византийцы предоставили царский титул Джабале ибн аль-Айхаму.

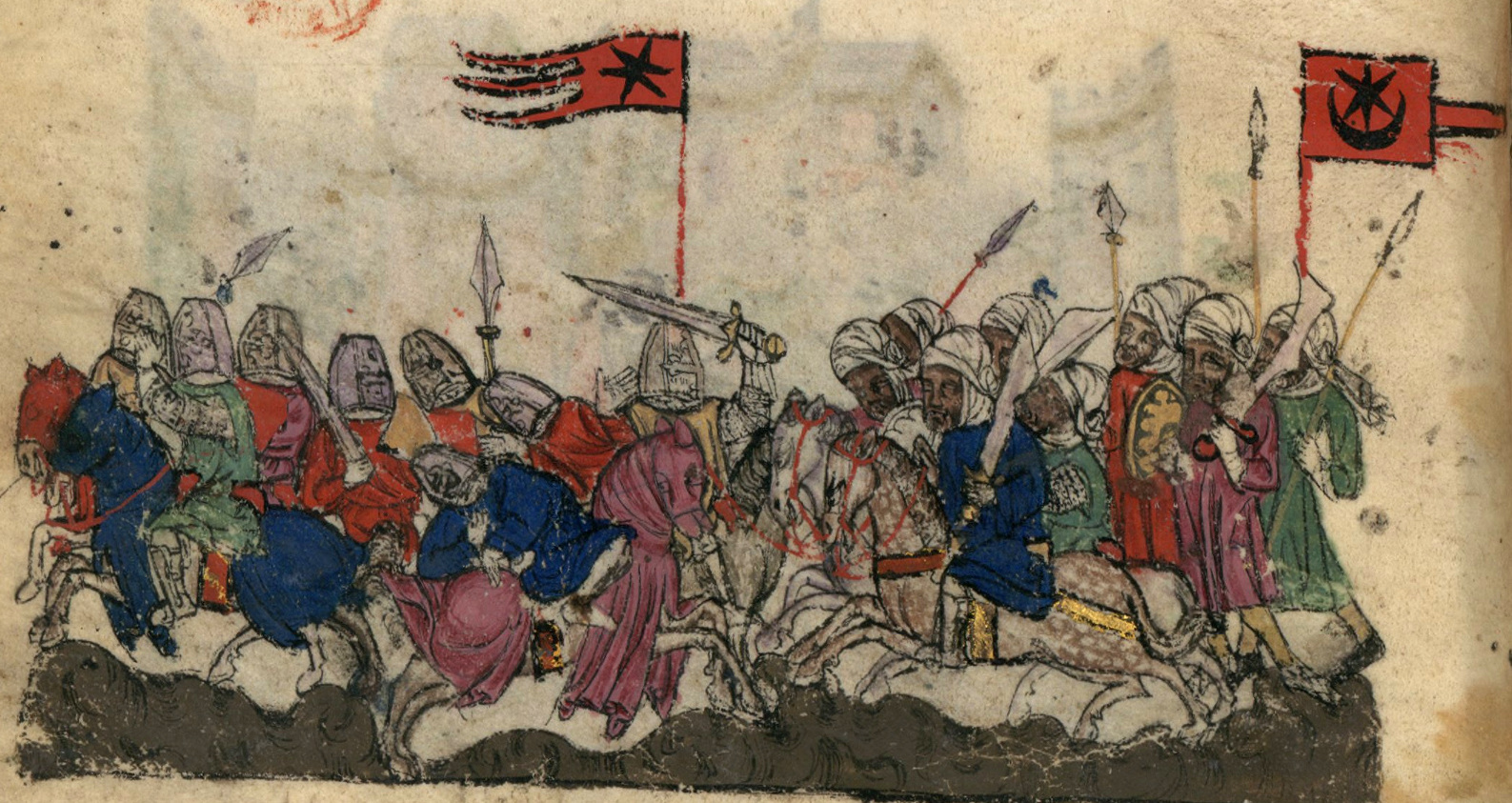
Иллюстрация битвы при Ярмуке анонимного каталонского иллюстратора. 1-я четверть XIV века

Провозглашение Джабалы ибн аль-Айхам царем восстановленного государства Гассанидов, вероятно, произошло в 631—632 годах и объективно не могло уже сдержать мусульманскую экспансию, в частности, по причине того что пограничные районы были заняты войсками Мухаммеда еще в 630 году. Воссозданное царство Гассанидов существенно уступало по своим размерам государству аль-Мунзира ибн аль-Хариса в VI веке, а уже в 634—635 годах большая часть восстановленного царства была занята мусульманами. Всё это время Джабала сражался на стороне Византии: в 634 году он командовал войсками византийских арабов в битве при Думат аль-Джендале, а летом 636 года принимал участие в битве при Ярмуке, где византийские войска, в состав которых входили и отряды Джабалы, были наголову разбиты мусульманами.
После разгрома при Ярмуке Джабала перешёл на сторону мусульман, во главе которых уже стоял праведный халиф Омар, однако вскоре вернулся под власть Византии. Арабские источники (Ибн Абд Раббихи, аль-Белазури, аль-Якуби и Ибн Кутайба) содержат различные интерпретации причин и обстоятельств его перехода к мусульманам и последующего ухода из под власти халифа. Согласно версии аль-Белазури и аль-Якуби, Джабала в ходе переговоров с Омаром пытался выторговать себе право остаться христианином, но при этом не выплачивать джизью и харадж, а ограничиться уплатой садаката, который платили мусульмане. Когда же халиф Омар отказался предоставить ему эту исключительную привилегию (либо потребовал от Джабалы принять ислам), Джабала вернулся в Византию.